# Straeten
Straeten is een plaats in de Duitse gemeente Heinsberg, deelstaat Noordrijn-Westfalen.